# Alan de Souza Guimarães
Alan de Souza Guimarães (sinh ngày 8 tháng 3 năm 2000), hay còn được biết đến với tên Alan, là một cầu thủ bóng đá người Brasil hiện đang thi đấu ở vị trí tiền vệ tấn công cho câu lạc bộ Moreirense tại Giải bóng đá Ngoại hạng Bồ Đào Nha.

## Thống kê sự nghiệp

### Câu lạc bộ
Tính đến 5 tháng 10 năm 2020.
| Câu lạc bộ                  | Mùa giải            | Giải đấu            | Giải đấu | Giải đấu | Giải đấu liên bang | Giải đấu liên bang | Cúp  | Cúp | Châu lục | Châu lục | Khác | Khác | Tổng cộng | Tổng cộng |
| Câu lạc bộ                  | Mùa giải            | Hạng                | Trận     | Bàn      | Trận               | Bàn                | Trận | Bàn | Trận     | Bàn      | Trận | Bàn  | Trận      | Bàn       |
| --------------------------- | ------------------- | ------------------- | -------- | -------- | ------------------ | ------------------ | ---- | --- | -------- | -------- | ---- | ---- | --------- | --------- |
| Palmeiras                   | 2020                | Série A             | 0        | 0        | 0                  | 0                  | 0    | 0   | 0        | 0        | —    | —    | 0         | 0         |
| Guarani (mượn)              | 2020                | Série B             | 3        | 0        | —                  | —                  | —    | —   | —        | —        | —    | —    | 3         | 0         |
| Operário Ferroviário (mượn) | 2021                | Série B             | 11       | 1        | —                  | —                  | —    | —   | —        | —        | —    | —    | 11        | 1         |
| Tổng cộng sự nghiệp         | Tổng cộng sự nghiệp | Tổng cộng sự nghiệp | 14       | 1        | 0                  | 0                  | 0    | 0   | 0        | 0        | 0    | 0    | 14        | 1         |